# Ivo Pukanić
Ivo Pukanić (Zagreb, 21. siječnja 1961. – Zagreb, 23. listopada 2008.), bio je hrvatski novinar, urednik hrvatskoga tjednika Nacional. 

## Životopis
Živio je u Velikoj Gorici, gdje je pohađao školu. Već se u mladim danima počeo baviti novinarstvom, a ponajprije fotografijom. Krajem 1970.-ih godina počinje raditi kao fotoreporter; 1980.-ih radi za tada prestižni tjednik "Start".
Diplomirao je na Fakultetu političkih znanosti, a od 1991. godine radio je kao urednik u političkom tjedniku Globus; ispočetka nastavlja pisati o estradi, a poslije - kako Hrvatska tone u rat - piše sve više o politici. Radeći, sklapa komunikativni i socijalno prodorni Pukanić prijateljstva s cijelim nizom istaknutih političara i gospodarstvenika, ali i poznanstva s osobama koje su u javnosti prepoznavane kao pripadnici kriminalnog miljea. 1995. godine osnovao je tjednik Nacional i bio u njemu glavni urednik do 2000. godine. Iste je godine primio nagradu Hrvatskog novinarskog društva za istraživačko novinarstvo.
Od 2000. godine nastavlja raditi kao predsjednik NCL Media Grupe, u čijem sklopu izlazi i tjednik Nacional.  Godine 2004. nagrađen je godišnjom nagradom Hrvatskog novinarskog društva za intervju s generalom Antom Gotovinom iz listopada 2003. Gotovina se tada nalazio u bijegu od kaznenog progona pred Haaškim sudom za ratne zločine.
Godine 2007. pokrenuo je NCL Visoku novinarsku školu, trogodišnji studij novinarstva kojemu je prvi dekan bio raniji ministar vanjskih poslova u Vladi RH prof. dr. Mate Granić. Ta ustanova djeluje od 2011. godine kao Studij novinarstva Veleučilišta VERN'.
Nakon smrti u atentatu 2008. god., iza sebe je ostavio udovicu Mirjanu i kćer Saru.

## Prvi atentat
U travnju 2008. godine prvi puta pokušan je atentat na Ivu Pukanića. Nepoznati atentator pucao je u glavu Ivi Pukaniću pred ulazom u njegov stan u zagrebačkoj Ilici.

## Drugi atentat
Ivo Pukanić i Niko Franjić ubijeni su u atentatu, u Zagrebu 23. listopada 2008. godine. Ubijeni su auto-bombom u Staroj Vlaškoj ulici kod sjedišta Nacionala, dvije ulice istočno od Trga bana Jelačića. Mediji su atentat okarakterizirali kao teroristički čin.
Netom prije događaja Pukanić je s Nikom Franjićem, direktorom Nacionalova marketinga, ušao u svoj automobil. Odmah zatim eksplodirala je bomba u kontejneru pokraj automobila. Čim se pojavila na mjestu zločina, policija je blokirala promet oko Stare Vlaške i obližnjeg Langovog trga s namjerom sprječavanja ubojičinog bijega, no bez uspjeha.
Mogući sumnjivac bio je uočen netom nakon eksplozije. Policija je izvijestila da je bio u ranim tridesetim godinama, nosio šiltericu i da je bježao ne obazirući se na promet.
Radi otkrivanja počinitelja pokrenuta je vrlo opsežna policijska akcija "Balkan Express". Prva četvorica osumnjičenih za organiziranje i izvedbu ubojstva uhićena su u Zagrebu 28. listopada 2008. godine. Glavnoosumnjičenog Željka Milovanovića - ranije pripadnika specijalne srbijanske policijske postrojbe "Crvene beretke" - locirala je i uhitila srbijanska policija u Beogradu 30. svibnja 2009. godine.  U sudskom postupku je utvrđeno da je Ž. Milovanović taj, koji je postavio bombu pod Pukanićev automobil. Srpsko pravosuđe je odlučilo da Milovanovića - koji ima kako hrvatsko, tako i srpsko državljanstvo - neće izručiti, nego će mu se suditi u Srbiji. Zadnji je u zatvoru završio Bojan Gudurić, koji je prema utvrđenim činjenicama sa snajperom u ruci čekao hoće li trebati metkom ubiti Pukanića, ako bi ovaj preživio eksploziju bombe; Gudurić se predao policiji u Banjoj Luci (BiH) 1. veljače 2010.
Za ubojstvo Pukanića i Franjića pravomoćno su odlukom Vrhovnoga suda Republike Hrvatske od 14. siječnja 2013. godine osuđeni Željko Milovanović (na 40 godina, u odsutnosti), Robert Matanić (na 35 godina), Bojan Gudurić (na 33 godine), Slobodan Đurović (na 25 godina) a još ranije Luka Matanić (na 16 godina) i Amir Mafalani (na 16 godina).
Zbog sumnje da je naručio ubojstvo Ive Pukanića, u travnju 2014. godine započelo je u Beogradu suđenje Sretenu Jociću (zvanom "Joca Amsterdam"). Jocića se u javnosti spominje kao "kralja kokaina" u redovima srpske mafije. Zbog sumnji za umiješanost u Pukanićevo ubojstvo nalazio se Jocić u pritvoru još od travnja 2009. godine, da bi mu pritvor bio ukinut krajem prosinca 2012. godine, kako bi njegov boravak u zatvoru bio produžen temeljem kazne koja mu je izrečena za ubojstvo dvoje ljudi u Beogradu 1995. godine, koje je S. Jocić bio platio iznosom od 50.000 tadašnjih DEM. S. Jociću, ipak, optužbe za naručivanje Pukanićevog ubojstva nisu dokazane pred sudom, te je oslobođen pravomoćnom presudom Žalbenog suda u Beogradu od 2. ožujka 2015. godine; nastavio je međutim s izdržavanjem 10-godišnje zatvorske kazne (na koliko mu je zbog amnestije umanjena presuda od 15 godina zatvora iz 2012.) za ubojstvo koje je bio naručio 1995. godine. Istom presudom Žalbenog suda u Beogradu kojom je od odgovornosti oslobođen Jocić, potvrđena je presuda srbijanskih sudova neposrednom izvršitelju Željku Milovanoviću, koji nikad nije bio izručen Hrvatskoj: u Srbiji je on osuđen na jednako dugotrajnu kaznu zatvora kao i u Hrvatskoj - 40 godina.